# Галамян, Иван Александрович
Иван Александрович Галамян (англ. Ivan Alexander Galamian; 23 января 1903, Тебриз, Персия (Иран) — 14 апреля 1981, Нью-Йорк) — армяно-американский скрипач и музыкальный педагог.

## Биография
Родился в Тебризе, в армянской семье, позже обосновавшейся в Москве, где Галамян учился в музыкальном училище при Московском филармоническом обществе у Константина Мостраса. В 1919 г. Галамян покинул Россию и поселился в Париже, где занимался под руководством Люсьена Капе и в 1924 г. дебютировал как солист. Вскоре, однако, по состоянию здоровья и психологическим причинам Галамян отказался от исполнительской карьеры и полностью сосредоточился на преподавании, начав с работы в Русской консерватории в Париже (1925—1929).
В 1937 г. Галамян уехал в США, где провёл оставшуюся часть жизни. С 1944 г. он преподавал в Кёртисовском музыкальном институте, а в 1946 г. возглавил отделение скрипки в Джульярдской школе. Среди учеников Галамяна в разное время были Ицхак Перлман, Пинхас Цукерман, Берл Сенофски, Мириам Фрид, Дмитрий Ситковецкий, Майкл Рабин, Арнолд Стайнхардт, Дэвид Надьен и другие известные мастера разных поколений и национальностей. Айзек Стерн называл Галамяна наиболее эффективным преподавателем скрипки в США. Иван Галамян оставил два учебника скрипичного мастерства: «Современная скрипичная техника» (англ. Contemporary Violin Technique) и «Принципы скрипичного исполнительства и преподавания» (англ. Principles of Violin Playing and Teaching), оба 1962. Кроме того, Галамяном осуществлены редакции многих значительных произведений скрипичного репертуара — в частности, концертов Баха, Вивальди, Венявского, Дворжака, каприсов Паганини, сонат Брамса и др.